# Plagithmysus molokaiensis
Plagithmysus molokaiensis là một loài bọ cánh cứng trong họ Cerambycidae.